# Platyceps karelini
Platyceps karelini är en ormart som beskrevs av Brandt 1838. Platyceps karelini ingår i släktet Platyceps och familjen snokar. Inga underarter finns listade i Catalogue of Life.
Denna orm förekommer i Centralasien i Pakistan, Iran, Afghanistan, Kazakstan, Turkmenistan, Uzbekistan, Tadjikistan och Kyrgyzstan. Honor lägger ägg.